# Guillaume Martel
Guillaume Martel de Bacqueville (Senarpont, 16 marzo 1365 – Azincourt, 25 ottobre 1415) è stato un nobile e militare francese.

## Biografia
Signore di Bacqueville, Saint-Vigor, scudiero della Compagnia di Robert d'Esneval, Signore di Pavelly. 
Dal 1391 fu Cavaliere della compagnia di Mouton de Blainville e Maresciallo di Francia. Nel 1381 diventa Capitano di Château-Gaillard e nel 1386 Ciamberlano e Consigliere del Re. Nel 1409 diventa coppiere del re.
Fu autorizzato a portare l'Oriflamme dal 28 marzo 1414, coadiuvato dai due figli (Jean, morto con lui ad Azincort, e Jean Betas, signore di Saint-Cler).
Guillaume Martel era uno dei più impetuosi cavalieri francesi e si trovava al centro della 1ª divisione durante la battaglia di Azincourt (25 ottobre 1415) quando fu ucciso e la bandiera perduta e mai più ritrovata.